# Ihor Sonewycki
Ihor Mychajłowycz Sonewycki (ukr. Ігор Михайлович Соневицький, ur. 2 stycznia 1926 w Hadyńkowcach na Tarnopolszczyźnie, zm. 23 grudnia 2006 w Nowym Jorku) – ukraiński kompozytor, dyrygent, pianista, muzykolog.

## Życiorys
Urodził się w 1926 roku na terenie II RP. Był synem dr Michała Soniewickiego, ukraińskiego filologa klasycznego, i Olgi Soniewickiej (z d. Lasowskiej), ukraińskiej dziennikarki. Studiował w Wiedeńskiej Akademii Muzycznej w klasie kompozycji Joseph Marksa. Studia ukończył w 1950 roku w Monachium, skąd jego rodzina emigrowała do USA. Ihor Sonewycki był jednym z założycieli Ukraińskiego Instytutu Muzycznego, gdzie sprawował funkcję dyrektora od 1959 do 1961 roku. Pracował jako dyrygent chórów, orkiestr i oper, doktoryzował się i wykładał na Ukraińskim Uniwersytecie Katolickim w Rzymie. Był autorem kilkuset artykułów z dziedziny muzyki, kilku książek, był akompaniatorem wielu muzyków, nagrał także kilka własnych płyt. Komponował muzykę do kilkudziesięciu produkcji teatralnych, skomponował także operę, balet, kilka utworów muzyki organowej, serię utworów fortepianowych i wiele znaczących utworów muzyki organowej i chóralnej, a także pieśni. Specjalizował się w muzyce sakralnej oraz ludowej muzyce ukraińskiej.
Zmarł 23 grudnia 2006 roku w Nowym Jorku.